# Loveridgelaps elapoides
Loveridgelaps elapoides is een slang uit de familie koraalslangachtigen (Elapidae) en de onderfamilie Elapinae.

## Naam en indeling
De wetenschappelijke naam van de soort werd voor het eerst voorgesteld door George Albert Boulenger in 1890. De slang werd eerder aan andere geslachten toegekend; Hoplocephalus en Micropechis. De soort werd door Samuel Booker McDowell in 1970 aan het geslacht Loveridgelaps toegewezen en is tegenwoordig de enige vertegenwoordiger van deze monotypische groep.
De wetenschappelijke geslachtsnaam Loveridgelaps is een eerbetoon aan de Britse zoöloog Arthur Loveridge (1891 – 1980).

## Verspreiding en habitat
De soort komt voor in delen van Azië en leeft endemisch op de Salomonseilanden. Loveridgelaps elapoides komt hier voor op de eilanden Gizo, Santa Isabel, Malaita, Florida en Guadalcanal. De habitat bestaat uit vochtige tropische en subtropische laaglandbossen. De soort is aangetroffen van zeeniveau tot op een hoogte van ongeveer 800 meter boven zeeniveau.

## Beschermingsstatus
Door de internationale natuurbeschermingsorganisatie IUCN is de beschermingsstatus 'veilig' toegewezen (Least Concern of LC).